# Marzabotto
Marzabotto är en liten stad och kommun i Italien, i provinsen Bologna som hör till regionen Emilia-Romagna. Den är belägen 27 km syd-sydväst om Bologna med tåg och ligger i dalen Reno. I Marzabotto utförde nazitrupper en massaker på befolkningen under andra världskriget. Det var den största massakern av Nazityskland i Italien.
Kommunen hade 6 834 invånare (2018).